# Gare de Cluses
La gare de Cluses est une gare ferroviaire française de la ligne de La Roche-sur-Foron à Saint-Gervais-les-Bains-Le Fayet, située sur le territoire de la commune de Cluses, dans le département de la Haute-Savoie, en région Auvergne-Rhône-Alpes. Elle est desservie par les trains de la ligne L3 du RER transfrontalier Léman Express et des trains TER Auvergne-Rhône-Alpes.
Elle est mise en service en 1890 par la Compagnie des chemins de fer de Paris à Lyon et à la Méditerranée (PLM). C'est une gare voyageurs de la Société nationale des chemins de fer français (SNCF).

## Situation ferroviaire
La gare de Cluses est située au point kilométrique (PK) 24,567 de la ligne de La Roche-sur-Foron à Saint-Gervais-les-Bains-Le Fayet, entre les gares ouvertes de Marignier et de Magland, s'intercalent les gares fermées de Balme-Arâches et de Thiez-Le Nanty. Son altitude est de 485 mètres.

## Histoire

### Histoire de la gare
La gare de Cluses est mise en service le 1er juin 1890 par la Compagnie des chemins de fer de Paris à Lyon et à la Méditerranée (PLM) lorsqu'elle ouvre à l'exploitation la section de La Roche-sur-Foron à Cluses. L'inauguration de la section et des gares intermédiaires de Saint-Pierre-en-Faucigny, Bonneville et Marignier, a lieu le 15 juin 1890.
Un nouveau bâtiment voyageurs a remplacé celui construit par le PLM en 1975. Ce bâtiment d'origine a été conservé et se trouve entre le nouveau bâtiment et la passerelle sur les voies.
En 2014 est construite une imposante passerelle dotée de rampes pour les vélos et d'ascenseurs, en remplacement d'un passage à niveau. Elle permet l'accès aux quais ainsi qu'à l'autre côté des voies.

### Historique de desserte
- 20 novembre 2006 : mise en service des rames automotrices à deux niveaux de la série Z 23500 de la SNCF entre Genève-Eaux-Vives et Saint-Gervais-les-Bains-Le Fayet.

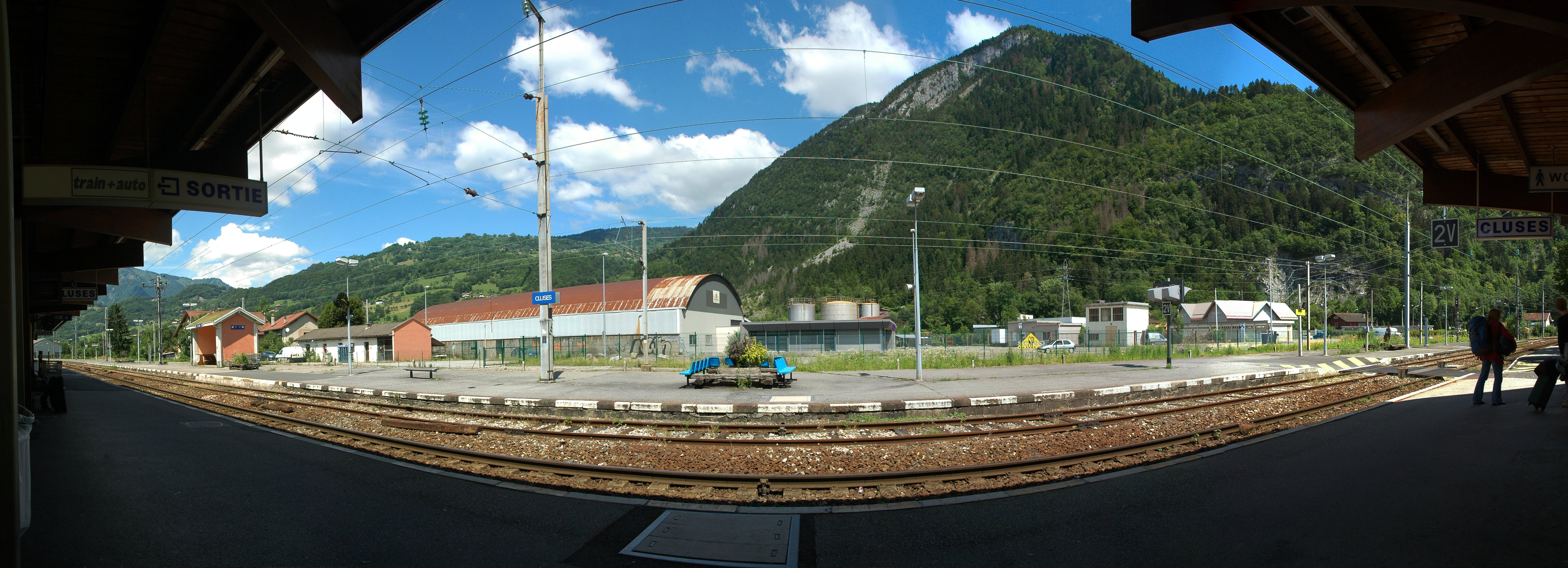
Vue panoramique des quais, en 2007
avant la construction de la passerelle.

- 9 décembre 2007 : mise en service de la première phase de l'horaire cadencé sur l'ensemble du réseau TER Rhône-Alpes et donc pour l'ensemble des circulations ferroviaires régionales.
- 27 novembre 2011 : dernier jour de la circulation Genève-Eaux-Vives et Saint-Gervais-les-Bains-Le Fayet pour cause de fermeture provisoire de la gare des Eaux-Vives en vue du projet de la ligne CEVA.
- 14 décembre 2019 : la relation quotidienne Saint-Gervais-les-Bains-Le Fayet ↔ Lyon-Part-Dieu (via Sallanches - Combloux - Megève – Cluses – La Roche-sur-Foron – Annemasse — Bellegarde – Culoz – Ambérieu-en-Bugey) devient saisonnière (uniquement les samedis d'hiver)[7].
- 15 décembre 2019 : mise en service des rames automotrices Léman Express Coppet ↔ Saint-Gervais-les-Bains-Le Fayet (via Genève-Cornavin, Annemasse et La Roche-sur-Foron).

## Service des voyageurs

### Accueil
Gare SNCF, elle dispose d'un bâtiment voyageurs, avec guichet et salle d'attente, ouvert tous les jours. Elle est équipée d'un automate pour l'achat de titres de transport. Elle propose des aménagements et équipements pour les personnes à la mobilité réduite.

### Desserte
La gare est desservie :
- par la ligne L3 du Léman Express, sur la relation Coppet ↔ Genève-Cornavin ↔ Annemasse ↔ La Roche-sur-Foron ↔ Saint-Gervais-les-Bains-Le Fayet[9].

- par des trains TER Auvergne-Rhône-Alpes, sur les relations :
  - Bellegarde ↔ Annemasse ↔ La Roche-sur-Foron ↔ Cluses ↔ Saint-Gervais-les-Bains-Le Fayet (en provenance de Lyon-Part-Dieu les samedis d'hiver) ;
  - Annecy ↔ La Roche-sur-Foron ↔ Cluses ↔ Saint-Gervais-les-Bains-Le Fayet.

Pendant les week-ends d'hiver, la gare est desservie par des TGV inOui (pour les stations du Grand Massif : Flaine, Les Carroz d'Arâches, Morillon, Samoëns et Sixt-Fer-à-Cheval), sur la relation : Paris-Gare-de-Lyon ↔ Annemasse ↔ Cluses ↔ Sallanches - Combloux - Megève ↔ Saint-Gervais-les-Bains-Le Fayet (également effectuée en été).

### Intermodalité
Un parking pour les véhicules y est aménagé. La gare est le point central du réseau de bus Arv'i (les lignes 1 à 5 passent toutes à cet arrêt, ainsi que la ligne saisonnière Les Carroz Flaine Express) et est desservie par les lignes Y81, Y92, Y93 et Y94 des Cars Région Haute-Savoie.